# Tucker Gates
Tucker Gates est un réalisateur de télévision américain.

## Biographie
Tucker Gates est surtout connu pour son travail de réalisateur sur les séries télévisées Lost : Les Disparus, Alias et Bates Motel.

## Filmographie
- 1989-1990 : 21 Jump Street (série télévisée, 2 épisodes)
- 1991-1992 : L'As de la crime (série télévisée, 4 épisodes)
- 1993-1994 : Les Dessous de Palm Beach (série télévisée, 6 épisodes)
- 1996-1997 : X-Files : Aux frontières du réel (série télévisée, saison 3 épisode La Règle du jeu et saison 4 épisode El chupacabra)
- 1996-1997 : Nash Bridges (série télévisée, 3 épisodes)
- 1999 : Buffy contre les vampires (épisode Le Démon d'Halloween)
- 1999 : Angel (série télévisée, épisode Sacrifice héroïque)
- 2001-2002 : The Job (série télévisée, 10 épisodes)
- 2002 : Les Experts (série télévisée, saison 3 épisode 4)
- 2003-2004 : Skin (série télévisée, 6 épisodes)
- 2004-2010 : Lost : Les Disparus (série télévisée, 7 épisodes)
- 2005-2006 : Alias (série télévisée, 5 épisodes)
- 2005-2006 : Weeds (série télévisée, 2 épisodes)
- 2006-2011 : The Office (série télévisée, 4 épisodes)
- 2009 : Heroes (série télévisée, saison 4 épisode 7)
- 2010-2011 : Dr House (série télévisée, 2 épisodes)
- 2011 : Homeland (série télévisée, saison 1 épisode 8)
- 2013-2014 : Ray Donovan (série télévisée, 3 épisodes)
- 2013-2015 : Bates Motel (série télévisée, 11 épisodes)
- 2015 : House of Cards (série télévisée, 2 épisodes)
- 2019 : The Morning Show (série télévisée, épisode 6)